# بریژیت روهر
بریژیت روهر (متولد ۱۹۵۶)، شیمیدان فرانسوی و یک رائلیان است. او دانش‌آموخته شیمی از فرانسه و ایالات متحده است و دو مدرک دکترا گرفت. از سال ۱۹۸۴ تا ۱۹۹۷، وی در نزدیکی پاریس زندگی کرد و به عنوان شیمیدان تحقیقی و مدیر فروش شرکت ایر لیکوئید مشغول بود.

## سنین جوانی و تحصیل
بریژیت در یک خانواده کاتولیک سال ۱۹۵۶در فرانسه متولد شد.   او در دانشگاه دیژون شرکت کرد و مدرک کارشناسی ارشد بیوشیمی و دکترای شیمی را نیز کسب کرد.   در دهه ۱۹۸۰، او به تگزاس نقل مکان کرد، جایی که دکترای شیمی دیگری را نیز از دانشگاه هیوستون دریافت کرد.  